# Agelescape levyi
Agelescape levyi  (лат.) — вид воронковых пауков рода Agelescape из семейства Agelenidae. Закавказье: Азербайджан.

## Описание
Мелкого размера пауки, длина самцов до 5,3 мм. Длина головогруди самца 2,5 мм (ширина 1,85 мм). Стернум серый с жёлтыми ометинами, головогрудь жёлтая с серым узором. Хелицеры коричневые, ноги жёлтые, брюшко темно-серое с жёлтыми пятнами.
Вид Agelescape levyi был впервые описан в 2005 году арахнологами Элхином Гусейновым (Elchin F. Guseinov, Институт зоологии АН Азербайджана, Баку, Азербайджан), Юрием М. Марусиком (Институт биологических проблем Севера ДВО РАН, Магадан, Россия) и Сеппо Копоненом (Seppo Koponen, Zoological Museum, University of Turku, Турку, Финляндия) вместе с видами A. caucasica, A. dunini и A. talyshica Guseinov, Marusik & Koponen, 2005.
Таксон Agelescape dunini включён в род Agelescape вместе с видами A. affinis (Kulczynski, 1911), A. gideoni Levy, 1996 и A. livida (Simon, 1875). Видовое название A. levyi дано в честь крупного израильского арахнолога Гершома Леви (Dr. Gershom Lewy, Израиль), установившего в 1996 году род Agelescape.